# Malżonkawa
Malżonkawa (biał. Мальжонкава; ros. Мальжонково, Malżonkowo) – wieś na Białorusi, w obwodzie witebskim, w rejonie orszańskim, w sielsowiecie Mieżawa.